# Europäische Formel-5000-Meisterschaft 1969
Die Europäische Formel-5000-Meisterschaft 1969, die im Hinblick auf den Seriensponsor auch als Guards F 5000 Championship 1969 bezeichnet wurde, war die erste Saison der neu etablierten Europäischen Formel-5000-Meisterschaft. Sie umfasste 12 Rennen, die in der Zeit vom 4. April bis zum 28. September 1969 ausgetragen wurden. Abgesehen von drei Rennen in Belgien, Deutschland und den Niederlanden fanden alle Rennen auf britischen und irischen Strecken statt. Der für das Church Farm Racing Team fahrende britische Pilot Peter Gethin und der Surtees-Werksfahrer Trevor Taylor dominierten die Meisterschaft. Jeder der beiden gewann vier Rennen. Der erste Meistertitel ging an Gethin, obwohl er nur an acht der zwölf Rennen teilgenommen hatte.

## Hintergrund
Die Formel 5000 geht auf die US-amerikanische Rennklasse Formel A zurück. Der Sports Car Club of America (SCCA) hatte diese Formel 1965 als nordamerikanisches Pendant zur Formel 1 eingeführt. Ihr Reglement entsprach zunächst der damaligen Formel 1. Um das Starterfeld zu vergrößern, ließ der SCCA ab 1968 in der Formel A Motoren mit einem Hubraum von bis zu 5,0 Litern (5000 cm³) zu. Die erweiterte Formel A erwies sich in den USA als erfolgreich: Bereits 1968 ging die nach dieser Formel ausgerichtete SCCA Continental Championship über acht Rennen und hatte mehr als 20 regelmäßige Teilnehmer. Weltweit entstanden daraufhin Bestrebungen, das Konzept dieser Serie für andere Regionen zu übernehmen. In Europa gingen diese Überlegungen maßgeblich auf den Rennwagenhersteller Motor Racing Developments (MRD) zurück, der den Formel-1-Rennstall Brabham betrieb und zu dieser Zeit Eigentümer der britischen Rennstrecke Brands Hatch war. Der MRD-Manager John Webb sah darin eine Möglichkeit, einen zusätzlichen Markt für die eigenen Rennwagen zu schaffen und zudem den Kurs von Brands Hatch durch zusätzliche Rennveranstaltungen besser auszulasten. 1969 wurde erstmals die Europäische Formel-5000-Meisterschaft ausgetragen.

## Überblick

### Reglement
Das Motorenreglement orientierte sich an der US-amerikanischen Formula A. Zugelassen waren Achtzylindermotoren, deren Basis in Großserientriebwerken hatten. Der Hubraum war auf 5,0 Liter (302 Kubikzoll) Hubraum begrenzt. Vorgeschrieben war eine untenliegende Nockenwelle und eine Ventilsteuerung über Stößel oder Stoßstangen. Veränderungen an den serienmäßigen Zylinderblöcken, Zylinderköpfen und Nockenwellen waren nicht erlaubt. Um ein möglichst großes Starterfeld zu erreichen, waren im Debütjahr daneben auch reine Rennmotoren mit einem Hubraum von maximal 2,0 Litern zugelassen. Damit nahmen die Organisatoren Bezug auf die in Europa beliebte Formel 2. Im Folgejahr entfiel diese Öffnung.
Das technische Reglement der Formel 5000 entsprach bezüglich des Chassis weitgehend dem der Formel 1. Die Dimensionen der Autos waren den zeitgenössischen Formel-1-Wagen sehr ähnlich. Auch hinsichtlich aerodynamischer Hilfsmittel folgte die Formel 5000 der Formel 1. Zu Saisonbeginn waren die Autos in beiden Serien vielfach mit hohen, teilweise verstellbaren Flügeln versehen; einige Chassis hatten hinten und vorne derartige Spoiler. In der Formel 1 wurden die hohen Spoiler ab dem Großen Preis von Monaco (18. Mai 1969) aus Sicherheitsgründen verboten. Die Formel 5000 übernahm diese Entwicklung zeitnah: Nach dem vierten Saisonrennen in Mallory Park waren hoch stehende Spoiler auch hier nicht mehr zugelassen.
Das Mindestgewicht der Autos war von der Motorisierung abhängig. Bei den Autos mit Achtzylindermotoren betrug es 567 kg (1250 Pfund), bei den kleinen Zweiliterwagen nur 431 kg (950 Pfund), jeweils ohne Fahrer und Benzin.

### Teams und Konstrukteure

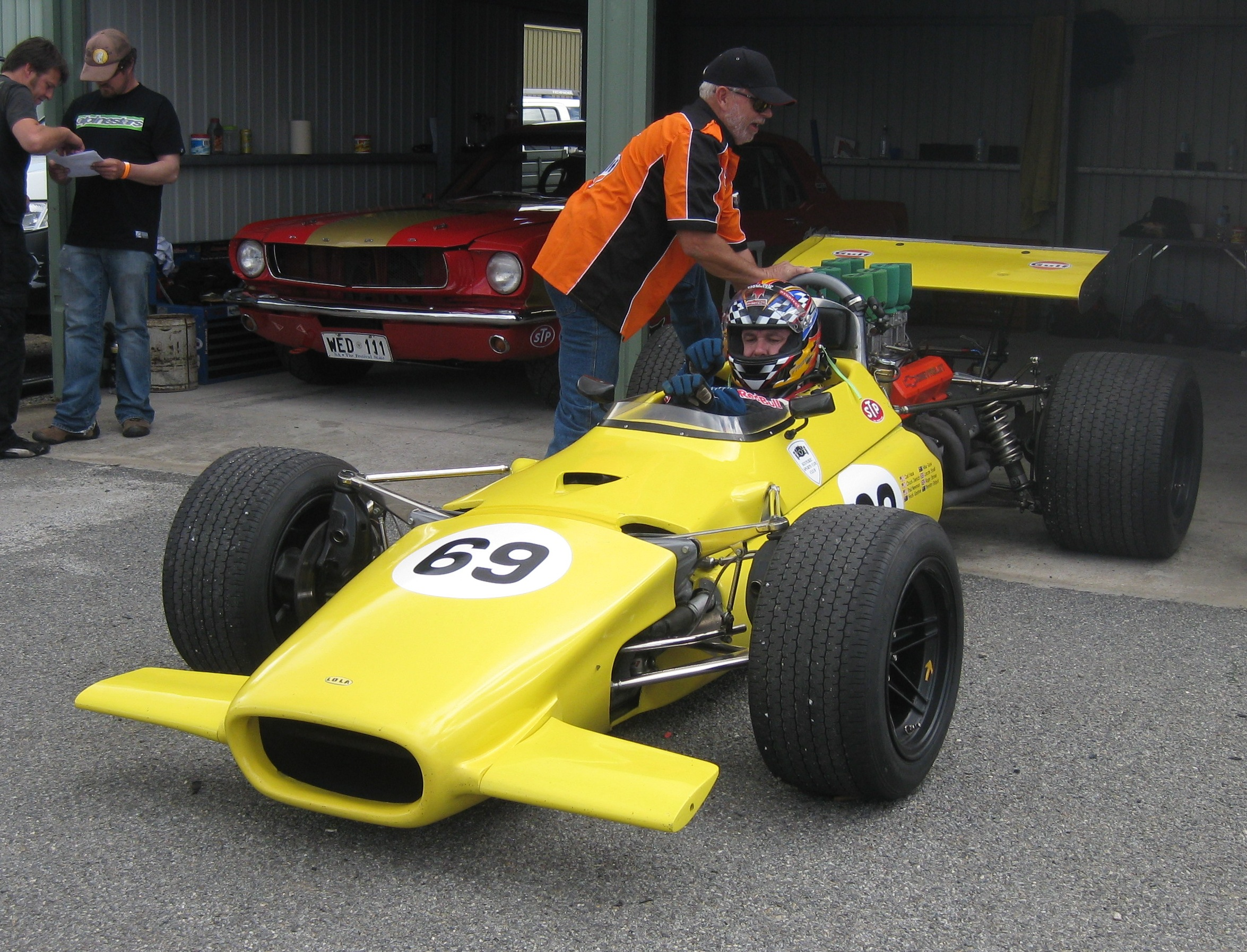
Das am weitesten verbreitete Auto der Saison: Lola T142

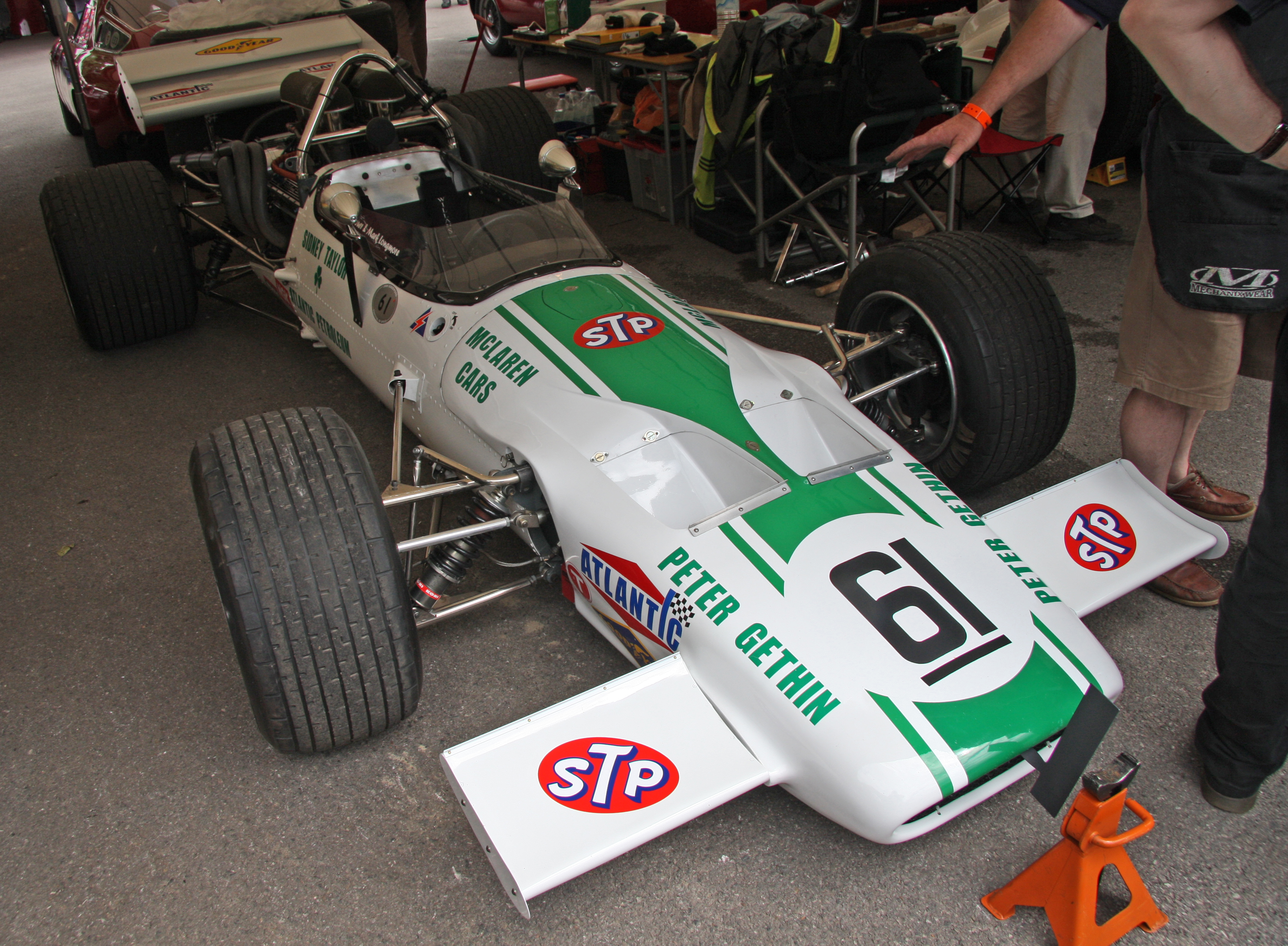
Auto des ersten Europameisters: McLaren M10

Im Gegensatz zur Formel 1 war es in der Formel 5000 nicht üblich, dass die Teams ihre Autos selbst konstruierten. Diverse Hersteller lieferten Chassis an unabhängige Kundenteams.
Lediglich Surtees trat 1969 mit einem Werksteam in der Formel-5000-Meisterschaft an.
Daneben gab es einzelne vom Werk unterstützte Kundenteams:
- McLaren lieferte den M10 an das Church Farm Racing Team, das der Stiefvater des Rennfahrers Derek Bell betrieb und mit diesem in erster Linie in der Formel-2-Europameisterschaft engagiert war. Für den Einsatz in der Formel 5000, den Peter Gethin bestritt, erhielt Church Farm Racing 1969 technische und finanzielle Unterstützung von McLaren, sodass es den Status eines Quasi-Werksteams hatte.[5] Church Farm war das einzige Team, das 1969 durchgängig ein McLaren-Chassis einsetzte.
- Lola Cars war zunächst als reiner Chassislieferant in der Formel 5000 engagiert. Lola bot den T142 an, der weitgehend baugleich mit dem für die US-amerikanische Formula A entwickelten T140 war. Er war das am weitesten verbreitete Fahrzeug in der Saison 1969. Im Frühsommer 1969 begann Lola, das britische Team Epstein Cuthbert Racing werksseitig zu unterstützen, das nach dem Tod von Paul Hawkins aus dem Rennstall Paul Hawkins Racing hervorgegangen war und mit dem ehemaligen Motorradweltmeister Mike Hailwood an den Start ging. Lola lieferte bevorzugte Chassisteile an Epstein Cuthbert und übernahm auch die Vorbereitung des Chevrolet-Motors.[6]

Hinzu kamen einzelne Wagen von Brabham, BRM und Lotus. Daneben wurden einige Unikate und Eigenbauten gemeldet. Hierzu gehörte der allradgetriebene Hepworth FF 4WD, den der Konstrukteur David Hepworth bei zwei Rennen mit unterschiedlichen Motoren für Bev Bond und Tony Lanfranchi an den Start brachte. Beim letzten Rennen der Saison debütierte Coopers letzter neu entwickelter Rennwagen, der T90. Bob Waters meldete zu zwei Rennen einen Wagen vom Typ Conchord; das Auto verwendete zahlreiche gebrauchte Teile eines Lotus 30 und des Lotus 40 und hatte einen 4,7 Liter großen Achtzylindermotor von Ford. Beobachter beschrieben das Auto als „Desaster“.

### Motoren
1969 wurden überwiegend US-amerikanische Achtzylindermotoren von Chevrolet eingesetzt. Die 5,0 Liter großen Einheiten basierten auf den Small-Block-Motoren, die in Chevrolets Seriensportwagen Camaro Z28 eingesetzt wurden. Je nach Bearbeitungsstufe hatten sie entweder Vergaser oder eine mechanische Benzineinspritzung. Ihre Leistung lag zwischen 430 und 465 SAE-HP. In einem Fall wurde ein ähnlicher Motor von Chevrolets Konzernschwester Oldsmobile eingesetzt.
Eine Reihe von Teams setzte 1969 statt Chevrolets Achtzylinder einen 4,7 Liter großen Motor von Ford ein. Das Triebwerk kam ursprünglich im Sportwagen Ford GT40 zum Einsatz und leistete im Renntrimm zwischen 350 und 375 SAE-PS.
Bei den Formel-2-Motoren, die 1969 zum Einsatz kamen, handelte es sich ganz regelmäßig um Konstruktionen von Ford bzw. Cosworth (Typ FVA) mit vier Zylindern. Sie basierten auf einem Großserienblock, den Ford für den Einsatz in der Limousine Cortina entwickelt hatte. Anders als bei den großen Achtzylindermotoren waren hier tiefgreifende Veränderungen gegenüber den Serienkonstruktionen zulässig. Die Ford- bzw. Cosworth-Motoren hatten üblicherweise zwei obenliegende Nockenwellen und vier Ventile pro Zylinder. Ihre Leistung lag bei etwa 220 bhp. In einem Fall kam außerdem ein Vierzylindermotor von BMW (Typ M10) zum Einsatz.

## Teams und Fahrer

### Formel-5000-Autos
| Team                                          | Chassis         | Motor         | Nr. | Fahrer              | Rennen     |
| --------------------------------------------- | --------------- | ------------- | --- | ------------------- | ---------- |
| Sid Taylor Racing                             | Lola T142       | Chevrolet V8  | 2   | Robin Widdows       | 1, 4       |
| Sid Taylor Racing                             | Lola T142       | Chevrolet V8  | 2   | Frank Gardner       | 3          |
| Sid Taylor Racing                             | Lola T142       | Chevrolet V8  | 2   | Alan Rollinson      | 5          |
| Epstein Cuthbert Racing                       | Lola T142       | Chevrolet V8  | 3   | Mike Hailwood       | 6–12       |
| Alan McKechnie Racing                         | Lola T142       | Chevrolet V8  | 4   | Mike Walker         | 1–12       |
| Jock Russell                                  | Lotus 43        | Ford V8       | 5   | Jock Russell        | 1–5        |
| Jan van Straaten                              | Lotus 24        | Ford V8       | 5   | Jan van Straaten    | 7–8        |
| Brazil’s Coffee Team Avallone                 | Lola T140       | Chevrolet V8  | 6   | Carlos Avallone     | 3, 5       |
| Church Farm Racing                            | McLaren M10A    | Chevrolet V8  | 7   | Peter Gethin        | 1–5, 10–12 |
| Antique Automobiles Racing Team               | BRM P83         | Ford V8       | 8   | Colin Crabbe        | 4          |
| William J. Forbes                             | Lola T142       | Chevrolet V8  | 9   | Willie Forbes       | 1–6, 9, 11 |
| Kaye Griffiths Tolemans Garage Dagenham       | BRP 2           | Ford V8       | 26  | Kaye Griffiths      | 7–12       |
| Ken Sheppard Racing                           | McLaren M2B     | Oldsmobile V8 | 11  | Keith St. John      | 2          |
| Team Surtees                                  | Surtees TS5     | Chevrolet V8  | 14  | Andrea de Adamich   | 1–7        |
| Team Surtees                                  | Surtees TS5     | Chevrolet V8  | 15  | David Hobbs         | 1, 2, 4, 6 |
| Team Surtees                                  | Surtees TS5     | Chevrolet V8  | 15  | Trevor Taylor       | 3, 5, 7–8  |
| Team Surtees                                  | Surtees TS5     | Chevrolet V8  | 16  | Derek Bell          | 8          |
| Sports Cars Switzerland                       | Lola T142       | Chevrolet V8  | 17  | Ulf Norinder        | 1–12       |
| David Hepworth Racing                         | Hepworth FF 4WD | Chevrolet V8  | 18  | Bev Bond            | 1          |
| David Hepworth Racing                         | Hepworth FF 4WD | Oldsmobile V8 | 18  | Tony Lanfranchi     | 3          |
| Paul Hawkins Racing                           | Lola T142       | Chevrolet V8  | 21  | Mike Hailwood       | 1–2, 4     |
| Paul Hawkins Racing                           | Lola T142       | Chevrolet V8  | 21  | Jonathan Williams   | 3          |
| John T. Williamson Racing                     | BRM P83         | Ford V8       | 22  | Terry Sanger        | 7–8, 10–12 |
| Team Elite                                    | Surtees TS5     | Chevrolet V8  | 25  | Trevor Taylor       | 9–12       |
| Race Development Engineering D.J. Bond Racing | Lola T142       | Chevrolet V8  | 33  | Derrick Williams    | 7–12       |
| John W. Dean                                  | Cooper T66      | Ford V8       | 36  | John W. Dean        | 3, 10, 12  |
| John W. Dean                                  | Cooper T66      | Ford V8       | 36  | Mike Coombe         | 7–8, 11    |
| Altona Partnership Racing                     | Lola T142       | Chevrolet V8  | 37  | Horst Kroll         | 1–2        |
| Bob Waters                                    | Conchord        | Ford V8       | 47  | Bob Waters          | 5, 9       |
| Alan Fraser Racing                            | Lola T142       | Chevrolet V8  | 63  | Keith Holland       | 1–12       |
| Robert Lamplough Racing                       | Lotus 43        | Ford V8       | 69  | Robert Lamplough    | 1–6, 10    |
| D.H. Hardwick Racing                          | Lola T142       | Chevrolet V8  | 77  | Doug Hardwick       | 1–5        |
| D.H. Hardwick Racing                          | Lola T142       | Chevrolet V8  | 77  | Alan Rollinson      | 7–9, 11–12 |
| Team Charles Clark                            | BRM P261        | BRM V8        | 78  | Ian Mitchell        | 1–5        |
| Sportscars Unlimited                          | Lotus 42B       | Chevrolet V8  | 85  | Bill Brack          | 2          |
| Chris Summers                                 | Lola 24         | Chevrolet V8  | 88  | Chris Summers       | 1–5        |
| Brian Cullen                                  | Lola T60        | Ford V8       | 92  | Brian Cullen        | 4–6        |
| Kitchiner                                     | Kitchiner K3    | Ford V8       | 99  | Ian Ashley          | 9–12       |
| Chris Warwick-Drake                           | Cooper T90      | Chevrolet V8  |     | Chris Warwick-Drake | 12         |

### Formel-2-Autos
| Team                | Chassis      | Motor    | Nr. | Fahrer         | Rennen        |
| ------------------- | ------------ | -------- | --- | -------------- | ------------- |
| Brian Nelson        | Lola T60     | Ford     | 2   | Brian Nelson   | 6             |
| Richard Heeley      | Lotus 22     | Ford     | 6   | Richard Heeley | 6             |
| L.M. Duffy          | Lotus 35     | Ford     | 7   | Damien Magee   | 6             |
| L.M. Duffy          | Cooper Mk.3  | Ford     | 8   | Ken Fildes     | 6             |
| Irish Racing Cars   | Brabham BT23 | Cosworth | 10  | Tommy Reid     | 6             |
| Irish Racing Cars   | Brabham BT30 | Cosworth | 11  | Alan Rollinson | 5–6           |
| Kevin Murphy Racing | Brabham BT18 | Ford     | 16  | Frank Keane    | 6             |
| John Watson         | Lola T100    | Ford     | 22  | John Watson    | 6             |
| Colin Holohan       | Brabham BT15 | Ford     | 26  | Colin Holohan  | 6             |
| FIRST               | Brabham BT30 | Cosworth | 78  | Peter Westbury | 8             |
| Steve Thompson      | Lola T60     | Ford     | 89  | Steve Thompson | 4–5, 8-11     |
| Dave Berry          | Brabham BT16 | Ford     | 91  | Dave Berry     | 4–5, 9, 11–12 |
| Brian Cullen        | Brabham BT23 | Ford     | 90  | Brian Cullen   | 9             |
| Ian Raby Racing     | Brabham BT14 | Ford     | 93  | Tony Barchou   | 5, 9, 11–12   |
| Graham Eden         | Chevron B10  | Ford     | 93  | Graham Eden    | 9, 11         |
| John Millar         | Chevron B10  | BMW M10  | 94  | John Millar    | 9, 11         |
| Tony Charnell       | Lola T55     | Ford     |     | Tony Charnell  | 11            |

## Rennkalender
Die erste Saison der Europäischen Formel-5000-Meisterschaft umfasste 12 Meisterschaftsrennen. Sie wurden überwiegend in zwei aufeinander folgenden Läufen ausgetragen, deren Ergebnisse jeweils addiert wurden. Daneben gab es mehrere Rennen ohne Meisterschaftsstatus.
| Nr. | Datum         | Rennen (Strecke)                                  | Sieger                                  | Zweiter                                 | Dritter                                 | Pole- Position                          | Schnellste Rennrunde                    | Gesamtführender Fahrer            |
| --- | ------------- | ------------------------------------------------- | --------------------------------------- | --------------------------------------- | --------------------------------------- | --------------------------------------- | --------------------------------------- | --------------------------------- |
| 01  | 4. April      | Guards F5000 Championship Round 1 (Oulton Park)   | Peter Gethin (Church Farm Racing)       | David Hobbs (Surtees)                   | Keith Holland (Alan Fraser Racing)      | David Hobbs (Surtees)                   | Peter Gethin (Church Farm Racing)       | Peter Gethin (Church Farm Racing) |
| 02  | 7. April      | Guards F5000 Championship Round 2 (Brands Hatch)  | Peter Gethin (Church Farm Racing)       | Keith Holland (Alan Fraser Racing)      | Willie Forbes (Willie Forbes Racing)    | Peter Gethin (Church Farm Racing)       | Peter Gethin (Church Farm Racing)       | Peter Gethin (Church Farm Racing) |
| 03  | 11. Mai       | Kent Messenger 5000 (Brands Hatch)                | Peter Gethin (Church Farm Racing)       | Frank Gardner (Sid Taylor Racing)       | Keith Holland (Alan Fraser Racing)      | Trevor Taylor (Surtees)                 | Peter Gethin (Church Farm Racing)       | Peter Gethin (Church Farm Racing) |
| 04  | 26. Mai       | Guards F5000 Championship Round 4 (Mallory Park)  | Peter Gethin (Church Farm Racing)       | David Hobbs (Surtees)                   | Mike Walker (McKechnie Racing)          | Peter Gethin (Church Farm Racing)       | Peter Gethin (Church Farm Racing)       | Peter Gethin (Church Farm Racing) |
| 05  | 15. Juni      | Vanwell Trophy (Silverstone)                      | Mike Walker (McKechnie Racing)          | Alan Rollinson (Irish Racing Cars)      | Willie Forbes (Willie Forbes Racing)    | Peter Gethin (Church Farm Racing)       | Trevor Taylor (Surtees)                 | Peter Gethin (Church Farm Racing) |
| 06  | 13. Juli      | Dublin Grand Prix (Mondello Park)                 | David Hobbs (Surtees)                   | Mike Hailwood (Epstein Cuthbert Racing) | Alan Rollinson (Irish Racing Cars)      | David Hobbs (Surtees)                   | David Hobbs (Surtees)                   | Peter Gethin (Church Farm Racing) |
| 07  | 3. August     | Trofee der Noordzee (Koksijde)                    | Trevor Taylor (Surtees)                 | Alan Rollinson (Doug Hardwick Racing)   | Keith Holland (Alan Fraser Racing)      | Andrea de Adamich (Surtees)             | Andrea de Adamich (Surtees)             | Peter Gethin (Church Farm Racing) |
| 08  | 10. August    | Duinen Trophee (Zandvoort)                        | Trevor Taylor (Surtees)                 | Peter Westbury (FIRST)                  | Mike Hailwood (Epstein Cuthbert Racing) | Mike Hailwood (Epstein Cuthbert Racing) | Trevor Taylor (Surtees)                 | Peter Gethin (Church Farm Racing) |
| 09  | 1. September  | Guards F5000 Championship Round 9 (Snetterton)    | Trevor Taylor (Team Elite)              | Mike Hailwood (Epstein Cuthbert Racing) | Mike Walker (McKechnie Racing)          | Mike Hailwood (Epstein Cuthbert Racing) | Trevor Taylor (Team Elite)              | Peter Gethin (Church Farm Racing) |
| 10  | 14. September | Preis der Nationen 1969 (Hockenheimring)          | Trevor Taylor (Team Elite)              | Mike Hailwood (Epstein Cuthbert Racing) | Ulf Norinder (Sports Cars Switzerland)  | Peter Gethin (Church Farm Racing)       | Trevor Taylor (Team Elite)              | Peter Gethin (Church Farm Racing) |
| 11  | 20. September | Guards F5000 Championship Round 11 (Oulton Park)  | Mike Walker (McKechnie Racing)          | Alan Rollinson (Doug Hardwick Racing)   | Keith Holland (Alan Fraser Racing)      | Peter Gethin (Church Farm Racing)       | Mike Hailwood (Epstein Cuthbert Racing) | Peter Gethin (Church Farm Racing) |
| 12  | 28. September | Guards F5000 Championship Round 12 (Brands Hatch) | Mike Hailwood (Epstein Cuthbert Racing) | Alan Rollinson (Doug Hardwick Racing)   | Keith Holland (Alan Fraser Racing)      | Peter Gethin (Church Farm Racing)       |                                         | Peter Gethin (Church Farm Racing) |

## Saisonverlauf und Rennberichte
Peter Gethin gewann die ersten vier Meisterschaftsrennen in Folge und hatte dadurch nach dem ersten Drittel der Saison bereits 2000 Meisterschaftspunkte eingefahren. Der vorübergehend zweitplatzierte David Hobbs hatte zu dieser Zeit weniger als 1000 Punkte. Gethin ließ die vier Sommerrennen in Mondello Park, Koksijde, Zandvoort und Snetterton aus; er fuhr stattdessen mehrere Formel-5000-Rennen in den USA. Während des Sommers gab Gethin die Führung in der Meisterschaft nicht ab. Zu den letzten drei Saisonrennen trat er wieder regelmäßig an, dominierte allerdings die Veranstaltungen nicht mehr so wie es vor der Sommerpause. Der für Surtees bzw. das Team Elite fahrende Trevor Taylor hatte während Gethins Abwesenheit drei Rennen in Folge gewonnen; in Hockenheim schloss sich der vierte Sieg an, während Gethin lediglich als Vierter ins Ziel kam. Vor dem vorletzten Meisterschaftsrennen betrug Gethins Vorsprung auf Taylor nur noch 195 Punkte. Beim ersten Lauf des letzten Saisonrennens kollidierte Gethin mit Taylor. Beide Fahrer fielen aus. Keiner von ihnen konnte am zweiten Lauf teilnehmen. Damit gewann Gethin die erste Europäische Formel-5000-Meisterschaft.

### Guards F5000 Championship Round 1
| Platz | Fahrer        | Team               | Zeit     |
| ----- | ------------- | ------------------ | -------- |
| 1     | Peter Gethin  | Church Farm Racing | 57:28,00 |
| 2     | David Hobbs   | Surtees            | 58:49,60 |
| 3     | Keith Holland | Alan Fraser Racing | 58:06,60 |
| PP    | David Hobbs   | Surtees            | 1:30,60  |
| SR    | Peter Gethin  | Church Farm Racing | 1:31,20  |

Das Auftaktrennen der Europäischen Formel-5000-Meisterschaft fand am 4. April 1969 (Karfreitag) in Oulton Park statt. Das Rennen ging über 37 Runden und hatte eine Gesamtdistanz von 100 Meilen (160,9 km). 25 Fahrzeuge waren gemeldet, 15 erschienen zum Training, und 13 gingen schließlich ins Rennen. Andrea de Adamich, der im Zeittraining Vierter geworden war, startete nicht. Er hatte seinen Werks-Surtees bei einem Trainingsunfall so schwer beschädigt, dass er nicht mehr rechtzeitig zum Rennbeginn repariert werden konnte, und Robin Widdows (Sid Taylor Racing) konnte wegen eines technischen Defekts nicht starten.
De Adamichs Teamkollege David Hobbs startete von der Poleposition, Peter Gethin von Platz zwei. Sechs Fahrzeuge fielen im Laufe des Rennens aus, sodass bei Rennende nur noch fünf Fahrer auf der Strecke waren. Gethin gewann das Rennen vor Hobbs und Keith Holland. Doug Hardwick wurde in seinem privat eingesetzten Lola T142 Vierter, Ulf Norinder (Sports Cars Switzerland) Fünfter, und der Kanadier Horst Kroll (Altona Racing Partnership) kam vor Mike Walker (McKechnie Racing) als Sechster ins Ziel.

### Guards F5000 Championship Round 2
| Platz | Fahrer        | Team                 | Zeit       |
| ----- | ------------- | -------------------- | ---------- |
| 1     | Peter Gethin  | Church Farm Racing   | 1:03:00,06 |
| 2     | Keith Holland | Alan Fraser Racing   |            |
| 3     | Willie Forbes | Willie Forbes Racing |            |
| PP    | Peter Gethin  | Church Farm Racing   | 1:30,80    |
| SR    | Peter Gethin  | Church Farm Racing   | 1:31,60    |

Das zweite Meisterschaftsrennen fand am Ostermontag 1969 in Brands Hatch statt. Es ging über 40 Runden. 22 Fahrzeuge waren gemeldet, sechs von ihnen erschienen zum Training und zum Rennen nicht. Im Zeittraining lagen die ersten drei Fahrer innerhalb von 0,4 Sekunden. Peter Gethin ging von der Poleposition aus ins Rennen, David Hobbs und Mike Hailwood (Paul Hawkins Racing) starteten von den Plätzen zwei und drei. Hobbs führte zunächst das Rennen an, bis er in der achten Runde infolge eines Aufängungsdefekts ausfiel. Der bis dahin zweitplatzierte Hailwood übernahm daraufhin die Führung vor Gethin, fiel aber in der zehnten Runde nach einem Motordefekt seinerseits aus. Gethin führte daraufhin das Feld bis zum Ende des Rennens ungefährdet an. Er erzielte den zweiten Saisonsieg. Um Platz zwei kämpften Mike Walker (McKechnie Racing), Keith Holland (Alan Fraser Racing) und Ulf Norinder (Sports Cars Switzerland), die Lola-Chassis mit annähernd gleichwertigen Chevrolet-Motoren fuhren. Walker gab später infolge eines Motorendefekts auf, und Norinder fiel nach einem Reifenschaden auf Rang neun zurück, sodass Holland ohne weitere Zweikämpfe Zweiter wurde.

### Kent Messenger 5000
| Platz | Fahrer        | Team               | Zeit    |
| ----- | ------------- | ------------------ | ------- |
| 1     | Peter Gethin  | Church Farm Racing |         |
| 2     | Frank Gardner | Sid Taylor Racing  |         |
| 3     | Keith Holland | Alan Fraser Racing |         |
| PP    | Trevor Taylor | Surtees            | 0:47,61 |
| SR    | Peter Gethin  | Church Farm Racing | 0:47,00 |

Das dritte Meisterschaftsrennen der Saison 1969 wurde von der Tageszeitung Kent Messenger unterstützt. Im Hinblick darauf wurde es als Kent Messenger 5000 bezeichnet. Es fand am 11. Mai 1969 erneut in Brands Hatch statt. Es ging über zwei Läufe zu je 41 Runden. Gegenüber dem vorangegangenen Rennen war die Streckenführung verändert worden. 17 Fahrer waren gemeldet. Trevor Taylor, der für das Surtees-Werksteam antrat, fuhr im Zeittraining die Poleposition heraus. Zweitschnellster war Frank Gardner (Sid Taylor Racing), und Peter Gethin (Church Farm Racing), der die Meisterschaft anführte, fuhr die drittbeste Qualifikationszeit. Trevor Taylor nahm am ersten Lauf nicht teil, weil an seinem Auto vor dem Start ein Kupplungsdefekt auftrat. Gethin gewann den ersten Lauf mit 11 Sekunden Vorsprung auf Gardner, der seinerseits 2,6 Sekunden vor Andrea de Adamich (Surtees) lag. Im zweiten Lauf führte zunächst Gardner das Feld an, bevor Gethin in der 10. Runde die Führung übernahm. Er gewann auch diesen Lauf; sein Vorsprung auf den zweitplatzierten Gardner betrug diesmal über 20 Sekunden.

### Guards F5000 Championship Round 4
| Platz | Fahrer       | Team               | Zeit       |
| ----- | ------------ | ------------------ | ---------- |
| 1     | Peter Gethin | Church Farm Racing | 1:02:53,60 |
| 2     | David Hobbs  | Surtees            | 1:03:06,40 |
| 3     | Mike Walker  | McKechnie Racing   |            |
| PP    | Peter Gethin | Church Farm Racing | 0:43,8     |
| SR    | Peter Gethin | Church Farm Racing | 0:44,0     |

Das vierte Saisonrennen fand am 26. Mai 1969 in Mallory Park in Leicestershire statt. Es wurde in zwei Läufen zu je 40 Runden ausgetragen. Zum Rennen meldeten sich 21 Fahrer. Vier von ihnen starteten wegen technischer Defekte ihrer Autos nicht, ein weiterer – Bob Waters – zog seinen selbst konstruierten Wagen vor dem Zeittraining zurück, und die Meldung des Seriendebütanten Peter Westbury, der einen Formel-2-Wagen von Brabham an den Start bringen wollte, wurde wegen Nichteinhaltung der Meldefristen zurückgewiesen. Daher gingen nur 15 Fahrer ins Rennen. Peter Gethin (Church Farm Racing) startete von der Poleposition; die Surtees-Werkspiloten David Hobbs und Andrea de Adamich starteten als Zweiter bzw. Dritter. Im ersten Lauf führte Gethin von der ersten bis zur letzten Runde vor Hobbs und Mike Walker. Gethin kam 11,4 Sekunden vor Hobbs ins Ziel. Beim zweiten Lauf herrschten regnerische Wetterbedingungen. Hobbs und Gethin wechselten sich mehrfach an der Spitze des Feldes ab. Beim Zieleinlauf lag Gethin vorn. Er und Hobbs hatten in diesem Lauf alle anderen Fahrer mindestens einmal überrundet.

### Vanwell Trophy 1969
| Platz | Fahrer         | Team                 | Zeit       |
| ----- | -------------- | -------------------- | ---------- |
| 1     | Mike Walker    | McKechnie Racing     | 0:52:52,40 |
| 2     | Alan Rollinson | Irish Racing Cars    | 0:53:00,00 |
| 3     | Willie Forbes  | Willie Forbes Racing |            |
| PP    | Peter Gethin   | Church Farm Racing   | 1:26,6     |
| SR    | Trevor Taylor  | Surtees              | 1:26,8     |

Das als Vanwall Trophy bezeichnete fünfte Meisterschaftsrennen fand am 15. Juni 1969 in Silverstone statt. Das Rennen ging über 35 Runden. 19 Fahrer waren gemeldet. Alle nahmen am Qualifying teil. Peter Gethin (Church Farm Racing) und Andrea de Adamich (Surtees) erreichten gleichermaßen die Trainingsbestzeit. Da de Adamich allerdings im Qualifying seinen Motor überdreht und sein Team kein Ersatztriebwerk zur Verfügung hatte, konnte er nicht am Rennen teilnehmen. Gethin übernahm zunächst die Führung. In der fünften Runde erlitt sein McLaren M10A allerdings einen Kupplungsdefekt, sodass Gethin vorzeitig aufgeben musste. Trevor Taylor, der David Hobbs bei Surtees ersetzt hatte, setzte sich daraufhin an die Spitze des Feldes, aber in der neunten Runde trat auch bei ihm ein Kupplungsdefekt auf. Spitzenreiter wurde daraufhin Mike Walker (McKechnie), der als Dritter gestartet war. Walker lief als Sieger durchs Ziel. Zweiter wurde Alan Rollinson (Irish Racing Cars), der ein Formel-2-Auto mit einem 1,6 Liter großen Vierzylindermotor fuhr. Dies war das beste Ergebnis, das ein Formel-2-Auto in der Meisterschaft 1969 erreichte. Rollinson hatte das Training mit einem Formel-5000-Lola für Sid Taylor Racing bestritten und dabei die fünftbeste Zeit erreicht. Allerdings hatte er wie de Adamich seinen Chevrolet-Motor im Training so stark beschädigt, dass er im Rennen nicht eingesetzt werden konnte. Für das Rennen wechselte Rollinson zum Irish Racing Cars Team, das ihm einen Formel-2-Brabham zur Verfügung stellte. Da er mit dem Auto keine Trainingszeiten absolviert hatte, musste er als Letzter ins Rennen gehen. Sechster wurde Keith Holland, der dadurch in der Zwischenwertung den zweiten Platz der Meisterschaft übernahm. Er hatte halb so viele Punkte wie der Meisterschaftsführende Gethin.

### Dublin Grand Prix 1969
| Platz | Fahrer         | Team                    | Zeit       |
| ----- | -------------- | ----------------------- | ---------- |
| 1     | David Hobbs    | Surtees                 | 1:23:35,00 |
| 2     | Mike Hailwood  | Epstein Cuthbert Racing | 1:23:59,80 |
| 3     | Alan Rollinson | Irish Racing Cars       | 1:24:07,2  |
| PP    | David Hobbs    | Surtees                 | 0:57,40    |
| SR    | David Hobbs    | Surtees                 | 0:57,2     |

Das sechste Rennen der Saison war der Dublin Grand Prix. Organisator war der Leinster Motor Club, Hauptsponsor war das Tabakunternehmen Rothmans International. Es fand am 13. Juli 1969 bei großer Hitze auf dem irischen Mondello Park Circuit statt und ging über zwei Läufe zu je 42 Runden. Der Meisterschaftsführende Peter Gethin nahm an diesem Rennen wie auch an den folgenden drei Veranstaltungen dieser Serie nicht teil; er fuhr stattdessen Formel-A-Rennen in den USA. Der Surtees-Werksfahrer David Hobbs, der seinerseits zwei der zurückliegenden Rennen zugunsten von amerikanischen Veranstaltungen ausgelassen hatte, kehrte hier ein letztes Mal in die europäische Meisterschaft zurück. Trevor Taylor, der ihn bei Surtees ersetzt hatte, trat daher in Mondello Park nicht an. Hobbs und sein Teamkollege Andrea de Adamich fuhren im Qualifying die besten Rundenzeiten. Sie beendeten den ersten Lauf als Erster (Hobbs) bzw. Zweiter. Mike Walker wurde Fünfter. Er kollabierte nach dem Zieldurchlauf und musste von Sanitätern aus dem Auto getragen werden. Im zweiten Lauf übernahm Hobbs zunächst erneut die Führung, musste sie aber infolge technischer Probleme an den bisherigen Zweiten Mike Hailwood (Epstein Cuthbert Racing) abgeben. Später ging auch Alan Rollinson, der einen Formel-2-Brabham fuhr, an Hobbs vorbei. Den zweiten Lauf gewann Hailwood vor Rollinson und Hobbs. Nach der Kombination der Einzelergebnisse war Hobbs Gesamtsieger. 

### Trofee van de Noordzee 1969
| Platz | Fahrer            | Team                    | Zeit       |
| ----- | ----------------- | ----------------------- | ---------- |
| 1     | Trevor Taylor     | Surtees                 | 1:06:55,00 |
| 2     | Alan Rollinson    | D.H. Hardwick Racing    | 1:08:21,40 |
| 3     | Keith Holland     | Alan Fraser Racing Team | 1:09:13,80 |
| PP    | Andrea de Adamich | Surtees                 | 1:29,90    |
| SR    | Andrea de Adamich | Surtees                 | 1:29,1     |

Das siebte Rennen war die III. Trofee van de Noordzee, die am 3. August 1969 auf dem Militärflugplatz in der westbelgischen Gemeinde Koksijde ausgetragen wurde. Es war das Erste Rennen der Serie, das auf dem europäischen Kontinent stattfand. Der temporäre Kurs hatte eine Länge von 4,7 km. Das Rennen ging über zwei Läufe zu je 22 Runden. 14 Fahrer waren gemeldet, die ausnahmslos Formel-5000-Fahrzeuge einsetzten. Neu war der Niederländer Jan van Straaten, der einen sieben Jahre alten Lotus 24 einsetzte. Schnellster Fahrer im verregneten Zeittraining ging an den Surtees-Werksfahrer Andrea de Adamich, sein Teamkollege Trevor Taylor, der eineinhalb Sekunden langsamer war, belegte Startplatz zwei. Da Bob Waters seinen Conchord bei einem Unfall in der Boxengasse beschädigte, gingen nur 13 Autos an den Start. Der Beginn des Rennens verzögerte sich, da am Morgen des Renntags wetterbedingt kurzfristig ein weiteres Training angesetzt worden war. Den ersten Lauf gewann Trevor Taylor vor Andrea de Adamich; Alan Rollinson, der hier erstmals in dieser Saison mit einem Formel-5000-Auto an den Start gegangen war, wurde Dritter. Im zweiten Lauf siegte Taylor erneut, Zweiter wurde der Schwede Ulf Norinder vor Alan Rollinson. Nach der Zusammenfassung der Ergebnisse war Taylor Gesamtsieger vor Rollinson und Keith Holland, der einen weiteren Kunden-Lola fuhr. Polesitter Andrea de Adamich wurde als Gesamtvierter gewertet.

### Duinen Trofee 1969
| Platz | Fahrer         | Team                    | Zeit       |
| ----- | -------------- | ----------------------- | ---------- |
| 1     | Trevor Taylor  | Surtees                 | 0:58:06,30 |
| 2     | Peter Westbury | FIRST                   | 0:58:33,80 |
| 3     | Mike Hailwood  | Epstein Cuthbert Racing | 0:59:03,80 |
| PP    | Mike Hailwood  | Epstein Cuthbert Racing | 1:26,01    |
| SR    | Trevor Taylor  | Surtees                 | 1:25,5     |

Das achte Saisonrennen war die Duinen Trofee 1969, die am 10. August 1969 im niederländischen Zandvoort ausgetragen wurde. Das Rennen ging über zwei Läufe zu je 20 Runden. 16 Fahrer waren gemeldet, von denen nur zwei – Steve Thompson und Peter Westbury – ein Formel-2-Auto pilotierten. Das Surtees-Werksteam ersetzte für dieses Rennen Andrea de Adamich durch Derek Bell, der hier in dieser Klasse debütierte. Surtees hatte außerdem Tetsu Ikuzawa gemeldet, der allerdings nicht erschien. Am Training nahmen daher 15 Fahrer teil. Die Pole-Position ging an Mike Hailwood, der hier das dritte Rennen für das werksseitig von Lola unterstützte Team Epstein Cuthbert Racing fuhr. Peter Westbury im Formel-2-Brabham war nur zwei Zehntelsekunden langsamer als Hailwood und startete von Platz zwei. Der dritte Startplatz ging an Derek Bell. Der Niederländer Jan van Straaten qualifizierte sich für den vorletzten Startplatz, ging aber nach einem technischen Defekt seines Autos nicht ins Rennen. Am Renntag starteten daher nur 13 Fahrer. Hailwood führte den ersten Lauf zwölf Runden lang an, fiel dann aber infolge eines Getriebedefekts aus. Trevor Taylor im Werks-Surtees übernahm die Führung. Er gewann den ersten Lauf und später auch den zweiten, in dem er von der ersten Runde an führte. Peter Westbury wurde im ersten Lauf Zweiter und im zweiten Dritter; in der Gesamtwertung wurde er als Zweiter geführt.

### Guards F5000 Championship Round 9
| Platz | Fahrer        | Team                    | Zeit    |
| ----- | ------------- | ----------------------- | ------- |
| 1     | Trevor Taylor | Team Elite              | 57:42,6 |
| 2     | Mike Hailwood | Epstein Cuthbert Racing | 57:48,6 |
| 3     | Mike Walker   | Alan McKechnie Racing   | 58:58,8 |
| PP    | Mike Hailwood | Epstein Cuthbert Racing | 1:25,80 |
| SR    | Trevor Taylor | Team Surtees            | 1:24,60 |

Das neunte Meisterschaftsrennen fand am 1. September 1969 auf dem englischen Snetterton Motor Racing Circuit statt. Es ging über zwei Läufe zu je 20 Runden. Die Meldeliste umfasste 23 Fahrer, am Training nahmen aber nur 16 Fahrer teil, am Rennen selbst 13. Der Meisterschaftsführende Peter Gethin (Church Farm Racing) stand wieder auf der Meldeliste, er erschien aber zu der Veranstaltung wiederum nicht. Surtees war erstmals nicht mehr mit einem Werksteam vertreten. Die Meldung erfolgte nun durch das Team Elite, das die Surtees TS5 exklusiv für Trevor Taylor an den Start brachte. Einen zweiten oder dritten Fahrer, den Team Surtees zuvor wiederholt gemeldet hatte, gab es beim Team Elite nicht. Im Qualifikationstraining belegte Mike Hailwood (Epstein Cuthbert Racing) die Poleposition. Auf Startplatz zwei stand Trevor Taylor vor Mike Walker im Kunden-Lola von Alan McKechnie Racing. Der bestplatzierte Formel-2-Pilot war Brian Cullen, der von Platz sieben startete. Letzter Qualifikant war Bob Waters mit seinem Conchord; seine beste Rundenzeit war 25 Sekunden langsamer als die des Polesitters. Im ersten Lauf übernahm zunächst Mike Hailwood die Führung, bevor sich Trevor Taylor in der 12. Runde an die Spitze setzte. Er gewann den ersten Lauf mit 6,8 Sekunden Vorsprung auf Hailwood. Der zweite Lauf war gekennzeichnet durch Positionskämpfe der führenden Hailwood und Taylor, wobei es zu zahlreichen Platzwechseln kam. Den zweiten Lauf gewann Hailwood mit einem Vorsprung von 0,8 Sekunden auf Taylor. In der Zusammenfassung der Ergebnisse wurde Taylor als Rennsieger gewertet. Brian Cullen war als mit Rang sieben bester Formel-2-Pilot.

### Preis der Nationen 1969
| Platz | Fahrer        | Team                    | Zeit      |
| ----- | ------------- | ----------------------- | --------- |
| 1     | Trevor Taylor | Team Elite              | 0:58:34,3 |
| 2     | Mike Hailwood | Epstein Cuthbert Racing | 0:59:11,7 |
| 3     | Ulf Norinder  | Sports Cars Switzerland | 1:00:19,4 |
| PP    | Peter Gethin  | Church Farm Racing      | 1:56,1    |
| SR    | Trevor Taylor | Team Elite              | 1:54,6    |

Das zehnte Rennen war der Preis der Nationen 1969, der am 14. September 1969 auf dem Hockenheimring in Deutschland ausgetragen wurde. Zwei Läufe zu je 15 Runden wurden gefahren. Am Renntag waren 150.000 Zuschauer an der Strecke. Bei diesem Rennen kehrte Peter Gethin (Church Farm Racing), der noch immer die Meisterschaft anführte, nach einer dreimonatigen Unterbrechung in die Serie zurück. Insgesamt waren nur zwölf Autos am Start; dabei handelte es sich ausnahmslos um Formel-5000-Fahrzeuge. Gethin belegte die Poleposition. Sein Vorsprung auf den Trainingszweiten Trevor Taylor (Team Elite) betrug 0,2 Sekunden. Gethin führte den ersten Lauf an, bevor er wenige Runden vor Schluss infolge eines Aufhängungsschadens auf den dritten Rang zurückfiel. Der bis dahin an Platz zwei liegende Taylor gewann den ersten Lauf vor Mike Hailwood, der 22 Sekunden zurücklag. Auch der Sieg im zweiten Lauf ging an Taylor. 

### Guards F5000 Championship Round 11
| Platz | Fahrer         | Team                    | Zeit      |
| ----- | -------------- | ----------------------- | --------- |
| 1     | Mike Walker    | McKechnie Racing        | 1:03:10,0 |
| 2     | Alan Rollinson | Doug Hardwick Racing    | 1:03:57,4 |
| 3     | Keith Holland  | Alan Fraser Racing      | 1:03:58,2 |
| PP    | Mike Hailwood  | Epstein Cuthbert Racing | 1:31,6    |
| SR    | Mike Hailwood  | Epstein Cuthbert Racing | 1:31,2    |

Das elfte Rennen fand am 20. September 1969 in Oulton Park statt. Es bestand aus zwei Läufen zu je 20 Runden. 20 Fahrer waren gemeldet, unter ihnen Peter Gethin (Church Farm Racing), der nach wie vor die Meisterschaft anführte. Im Qualifikationstraining lagen die ersten sechs Fahrer innerhalb einer Sekunde. Die Poleposition ging an Mike Hailwood (Epstein Cuthbert Racing), der vor Gethin, Mike Walker, Alan Rollinson, Keith Holland und Trevor Taylor startete. In beiden Läufen Gethin übernahm nach dem Start zunächst die Führung, fiel dann aber jeweils infolge eines überhitzten Motors zurück. Mike Walker gewann im Kunden-Lola des McKechnie-Teams beide Läufe und wurde als Gesamtsieger des Rennens gewertet.
Ungeachtet dessen behielt Gethin die Führung in der Meisterschaft. 

### Guards F5000 Championship Round 12
| Platz | Fahrer         | Team                    | Zeit      |
| ----- | -------------- | ----------------------- | --------- |
| 1     | Mike Hailwood  | Epstein Cuthbert Racing | 1:02:01,6 |
| 2     | Alan Rollinson | Doug Hardwick Racing    | 1:02:39,8 |
| 3     | Keith Holland  | Alan Fraser Racing      | 1:03:50,8 |
| PP    | Peter Gethin   | Church Farm Racing      | 1:30,2    |
| SR    |                |                         |           |

Das Abschlussrennen der Saison fand am 28. September 1969 in Brands Hatch statt. Erst bei dieser Veranstaltung wurde die Meisterschaft entschieden. Vor dem Rennen lag der Meisterschaftsführende Peter Gethin 200 Punkte vor seinem Verfolger Trevor Taylor. Taylor hatte die Möglichkeit, mit einem Gesamtsieg bei gleichzeitigem Ausfall Gethins die Meisterschaft für sich zu entscheiden.
Das Rennen bestand aus zwei Läufen, die jeweils über 20 Runden gingen. 14 Fahrer wurden gemeldet. Die Poleposition ging an Gethin. Taylor, der im Qualifying vier Zehntelsekunden langsamer als Gethin gewesen war, stand auf Startposition drei. Zwischen ihnen startete Mike Hailwood, der keine Chancen auf den Meistertitel hatte. Das Rennen gewann Hailwood vor Alan Rollinson und Keith Holland. Taylor wurde 12., Gethin 13. der Gesamtwertung. Aufgrund der Regelung über Streichresultaten gewann Gethin die Meisterschaft des Jahres 1969. 

## Fahrerwertung
Die Punktevergabe richtete sich nach folgendem Schema:
| Punkteverteilung | Punkteverteilung | Punkteverteilung | Punkteverteilung | Punkteverteilung | Punkteverteilung | Punkteverteilung | Punkteverteilung | Punkteverteilung | Punkteverteilung | Punkteverteilung | Punkteverteilung | Punkteverteilung | Punkteverteilung | Punkteverteilung | Punkteverteilung |
| ---------------- | ---------------- | ---------------- | ---------------- | ---------------- | ---------------- | ---------------- | ---------------- | ---------------- | ---------------- | ---------------- | ---------------- | ---------------- | ---------------- | ---------------- | ---------------- |
| Platz            | 1                | 2                | 3                | 4                | 5                | 6                | 7                | 8                | 9                | 10               | 11               | 12               | 13               | 14               | 15–20            |
| Punkte           | 500              | 350              | 250              | 200              | 150              | 125              | 100              | 90               | 80               | 75               | 70               | 65               | 60               | 55               | 50               |

Nur die besten acht Ergebnisse wurden bei der Ermittlung der Fahrerwertung berücksichtigt (sog. Streichresultate). Danach ergab sich am Saisonende folgende Wertung:
| Pos. | Fahrer        | Team                            | Punkte |
| ---- | ------------- | ------------------------------- | ------ |
| 01   | P. Gethin     | Church Farm Racing              | 2365   |
| 02   | T. Taylor     | Surtees Team Elite              | 2170   |
| 03   | M. Hailwood   | Epstein Cuthbert Racing         | 2045   |
| 04   | K. Holland    | Alan Fraser Racing              | 2000   |
| 05   | A. Rollinson  | Irish Racing Cars Doug Hardwick | 1920   |
| 06   | M. Walker     | Allan McKechnie Racing          | 1845   |
| 07   | U. Norinder   | Sports Cars Switzerland         | 1450   |
| 08   | D. Hobbs      | Surtees                         | 1275   |
| 09   | W. Forbes     | Willie Forbes                   | 1080   |
| 10   | R. Lamplough  | Robert Lamplough                | 795    |
| 11   | D. Williams   | Race Development Engineering    | 675    |
| 12   | A. de Adamich | Surtees                         | 620    |
| 13   | D. Hardwick   | Doug Hardwick                   | 575    |
| 14   | T. Sanger     | Terry Sanger Racing             | 540    |
| 15   | S. Thompson   | Steve Thompson                  | 420    |
| 16   | K. Griffiths  | Kaye Griffiths                  | 415    |
| 17   | F. Gardner    | Sid Taylor Racing               | 350    |
| 17   | P. Westbury   | FIRST                           | 415    |
| 19   | I. Ashley     |                                 | 330    |
| 20   | B. Cullen     |                                 | 310    |

## Rennen ohne Meisterschaftsstatus
Neben den Meisterschaftsrennen gab es in Großbritannien ein Rennen ohne Meisterschaftsstatus:
Am 16. August 1969 fand der Oulton Park Gold Cup statt, der für Formel-5000- sowie für Formel-2- und für Formel-1-Autos ausgeschrieben war. Der Gold Cup hatte für keine dieser Serien Meisterschaftsstatus. Sieger war Jackie Ickx, Zweiter wurde Jochen Rindt (Lotus), die jeweils Formel-1-Wagen fuhren. Der beste Formel-5000-Pilot war Andrea de Adamich im Werks-Surtees, der als Dritter ins Ziel kam. Die Plätze vier bis acht belegten ebenfalls Formel-5000-Piloten.
Nach Saisonende war für den 27. Dezember 1969 in Brands Hatch ein weiteres Rennen ohne Meisterschaftsstatus vorgesehen; diese Veranstaltung musste allerdings wegen starken Nebels abgesagt werden.